# Jaime Lucas Ortega y Alamino
Jaime Lucas Ortega y Alamino, kubanski rimskokatoliški duhovnik, škof in kardinal, * 18. oktober 1936, Jagüey Grande, † 26. julij 2019, Havana.

## Življenjepis
2. avgusta 1964 je prejel duhovniško posvečenje v škofiji Matanzas. 
4. decembra 1978 je bil imenovan za škofa Pinar del Rio; 14. januarja 1979 je prejel škofovsko posvečenje.
21. novembra 1981 je bil imenovan za nadškofa nadškofije San Cristobal de la Habana (Havana).  
V letih 1988–98 in 2001–07 je bil predsednik kubanske škofovske konference, 1995–99 pa tudi drugi podpredsednik latinskoameriškega škofovskega sveta. 
26. novembra 1994 je bil povzdignjen v kardinala in imenovan za kardinal-duhovnika Ss. Aquila e Priscilla.
26. aprila 2016 se je upokojil kot havanski nadškof, nasledil pa ga je Juan de la Caridad García Rodríguez.
26 julija 2019 je umrl.
Bil je kritičen tako do komunističnega režima na Kubi, kakor do ameriškega kapitalizma. Prispeval je k vzpostavitvi dialoga k obnovitvi diplomatskih odnosov med ZDA in Kubo (2014), pri čemer je bil zaupni odposlanec papeža Frančiška pri obeh predsednikih, kakor tudi k splošni oživitvi katolicizma oz. katoliške cerkve na Kubi, mdr. z organizacijo obiskov treh papežev, nazadnje pa še srečanja med papežem Frančiškom in ruskim pravoslavnim patriarhom Kirilom v Havani (februarja 2016).